# Messier 49
Messier 49 (M49) även känd som NGC 4472, är en enorm elliptisk galax i stjärnbilden Jungfrun ungefär 2 grader nordost om R Virginis. Den upptäcktes den 17 februari 1771 av Charles Messier som införde den som nummer 49 i sin katalog. Messier 49 var den första medlemmen som upptäcktes i Virgohopen och befinner sig på ett avstånd av ca 56 miljoner ljusår.

## Egenskaper
Som en elliptisk galax har Messier 49 fysisk form av en radiogalax, men den har bara radiostrålning som en normal galax. Av uppmätt radiostrålning har kärnregionen ungefär 1 053 erg (1 046 J eller 1 022 YJ) synkrotronenergi. Kärnan i galaxen avger röntgenstrålning, vilket tyder på trolig närvaro av ett supermassivt svart hål med en uppskattad massa på 5,65 × 108 solmassor, eller 565 miljoner gånger solens massa. Röntgenstrålningen har en struktur norr om Messier 49 som liknar en chockvåg. Sydväst om kärnan kan galaxens ljusstarka kontur spåras ut till ett avstånd av 260 kpc. Den enda supernovan som kan ses inom galaxen är SN 1969Q, som upptäcktes 1969.
Messier 49 har klotformiga stjärnhopar till ett uppskattat antal av ca 5 900. Detta är långt mer än de ca 200 som kretsar runt Vintergatan, men ändå betydligt färre de 13 450 som kretsar runt den supergigantiska elliptiska galaxen Messier 87. I genomsnitt är de klotformiga hoparna i M49 ca 10 miljarder år gamla. Mellan 2000 och 2009 upptäcktes starka bevis för ett svart hål i en av dem. Ett andra tänkbart sådant tillkännagavs 2011.
Messier 49 var det första objektet som upptäcktes i Virgohopen. Den är den starkast lysande medlemmen i denna hop och mer ljusstark än någon galax närmare jorden. Galaxen utgör en del av den mindre undergruppen Virgo B 4,5° från den dynamiska mittpunkten av Virgohopen, centrerad på Messier 87. Messier 49 interagerar gravitationellt med den oregelbundna dvärggalaxen UGC 7636. Denna visar spår av stoft som sträcker sig över ungefär 1 × 5 bågminuter, vilket motsvarar en fysisk dimension på 6 × 30 kpc.